# Zoonavena grandidieri
Il rondone codaspinosa del Madagascar o rondone codaspinosa malgascio (Zoonavena grandidieri (J.Verreaux, 1867)) è un uccello della famiglia Apodidae, presente in Madagascar e nelle isole Comore.